# Nel Mulder-van Dam
Petronella Anna Leopoldina (Nel) Mulder-van Dam (Delft, 20 september 1936) is een Nederlands voormalig politicus van de KVP en later het CDA.
In januari 1970 werd ze, na het vertrek van J.H.P. Hauser, geïnstalleerd in de gemeenteraad van Harderwijk waar ze gemeenteraadslid bleef tot het einde van de raadsperiode in september van dat jaar. Van 1974 tot 1978 was ze gemeenteraadslid in Emmen en in dat laatste jaar werd ze lid van de Provinciale Staten van Drenthe. Van 1989 tot 1998 zat Mulder-van Dam namens het CDA in de Tweede Kamer.
- Parlement.com: vg09llpkvfsc